# Ctenotus labillardieri
Espèce
Synonymes
- Lygosoma labillardieri Duméril & Bibron, 1839
- Hinulia greyii Gray, 1845

Ctenotus labillardieri est une espèce de sauriens de la famille des Scincidae.

## Répartition
Cette espèce est endémique d'Australie-Occidentale en Australie.

## Étymologie
Cette espèce est nommée en l'honneur de Jacques-Julien Houtou de La Billardière.

## Publication originale
- Duméril & Bibron, 1839 : Erpétologie Générale ou Histoire Naturelle Complète des Reptiles. vol. 5, Roret/Fain et Thunot, Paris, p. 1-871 (texte intégral).